# Bustrupdam
Bustrupdam (dansk) eller Busdorfer Teich (tysk) er en lille sø på cirka 14,6 hektar i det nordlige Tyskland, beliggende mellem Slesvig bys forstad Frederiksberg og landsbyen Bustrup i Sydslesvig. Bustrupdam har en samlet længde på 2,76 km. Søen var oprindelig en fjordarm af Slien. Den har nu afløb via Ør-bækken i Slien. Den sydlige del er omgivet af moseområder. På dansk kaldtes søen tidligere også Bustrup Sø.
Under den 1. Slesvigske krig blev der anlagt en række danske skanser omkring søen. Ved Frederiksskansen findes i dag både danske og tyske mindesmærker fra de slesvigske krige. Tæt ved søen ligger Hedeby og Dannevirkes forbindelsesvold (Margretevold).

## Galleri
- Dansk mindesmærke ved Bustrupdam
- Indskriften
- Tysk mindesmærke ved Bustrupdam
- Dansk skanse fra 1848